# Watt (roi du Sussex)
Pour les articles homonymes, voir Watt (homonymie).
Watt est un roi des Saxons du Sud ayant vécu aux alentours de l'an 700.

## Biographie
L'existence de Watt n'est attestée que par trois chartes. La première, datant de 692, enregistre une donation du roi Nothhelm à sa sœur Nothgyth. Il témoigne sur cette charte comme Wattus rex, ce qui implique qu'il partage le pouvoir avec Nothhelm à cette date,. La deuxième, produite vers 700, marque un don du dux Bryni à l'abbé de Selsey Eadberht (en). Nothhelm et Watt apparaissent tous deux dans la liste des témoins,. La dernière, datée à tort de 775, est une forgerie qui prétend enregistrer une nouvelle donation à Eadberht, cette fois-ci par Nothhelm, avec Watt comme témoin,.
Dans la mesure où les toponymes construits à partir du nom Watt ou What ne sont attestés que dans la région de Hastings, l'historien C. T. Chevalier suggère en 1966 de voir en Watt un souverain du peuple des Hæstingas, la tribu anglo-saxonne ayant donné son nom à Hastings. Cette hypothèse a été accueillie favorablement par les historiens ultérieurs,, bien qu'elle ne repose sur aucune preuve concrète. En revanche, son idée selon laquelle les Hæstingas sont un peuple d'origine franque a été rejetée dans la mesure où elle s'appuyait sur une mauvaise lecture des toponymes,,.